# Thomasville (Georgia)
Thomasville is een plaats (city) in de Amerikaanse staat Georgia, en valt bestuurlijk gezien onder Thomas County.

## Demografie
Bij de volkstelling in 2000 werd het aantal inwoners vastgesteld op 18.162.
In 2006 is het aantal inwoners door het United States Census Bureau geschat op 18.988, een stijging van 826 (4.5%).

## Geografie
Volgens het United States Census Bureau beslaat de plaats een oppervlakte van
38,7 km², waarvan 38,5 km² land en 0,2 km² water. Thomasville ligt op ongeveer 83 m boven zeeniveau.

## Geboren
- Joanne Woodward (1930), actrice
- Elbridge Bryant (1939-1975) een van de oprichters van The Temptations
- Joelle Carter (1972), actrice en model

## Plaatsen in de nabije omgeving
De onderstaande figuur toont nabijgelegen plaatsen in een straal van 28 km rond Thomasville.